# Goudbrauwtapuittiran
De goudbrauwtapuittiran (Silvicultrix pulchella) is een zangvogel uit de familie Tyrannidae (tirannen).

## Verspreiding en leefgebied
Deze soort komt voor van Peru tot Bolivia en telt twee ondersoorten:
- S. p. similis: centraal Peru.
- S. p. pulchella: zuidoostelijk Peru en westelijk Bolivia.

## Status
De grootte van de populatie is niet gekwantificeerd maar de soort wordt omschreven als vrij algemeen. Op de Rode lijst van de IUCN heeft deze soort de status niet bedreigd.